# Brankovina
Brankovina (en serbe en écriture cyrillique : Бранковина) est un village de Serbie situé dans la municipalité de Valjevo, district de Kolubara. Au recensement de 2011, il comptait 520 habitants.

## Géographie
Brankovina se trouve à 11 km de Valjevo.

## Histoire
Mentionné pour la première fois au XVe siècle, le village est le berceau de la famille Nenadović. Parmi ses membres, figurent le prêtre Mateja Nenadović et son frère, le voïvode Jakov, qui furent tous deux chefs du Conseil qui administra la Serbie au cours de la première révolte serbe contre les Turcs.

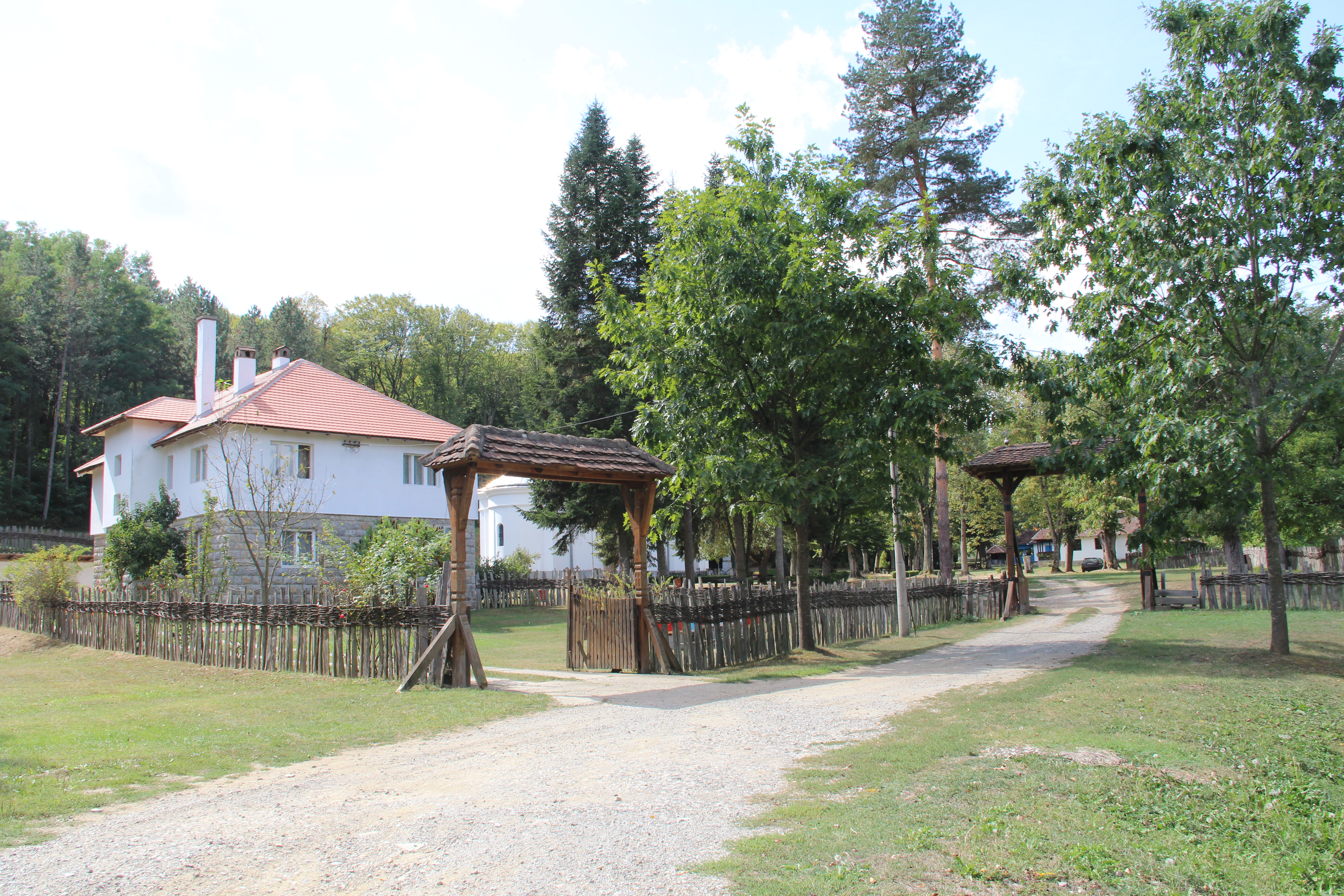
Brankovina - complexe culturel et historique
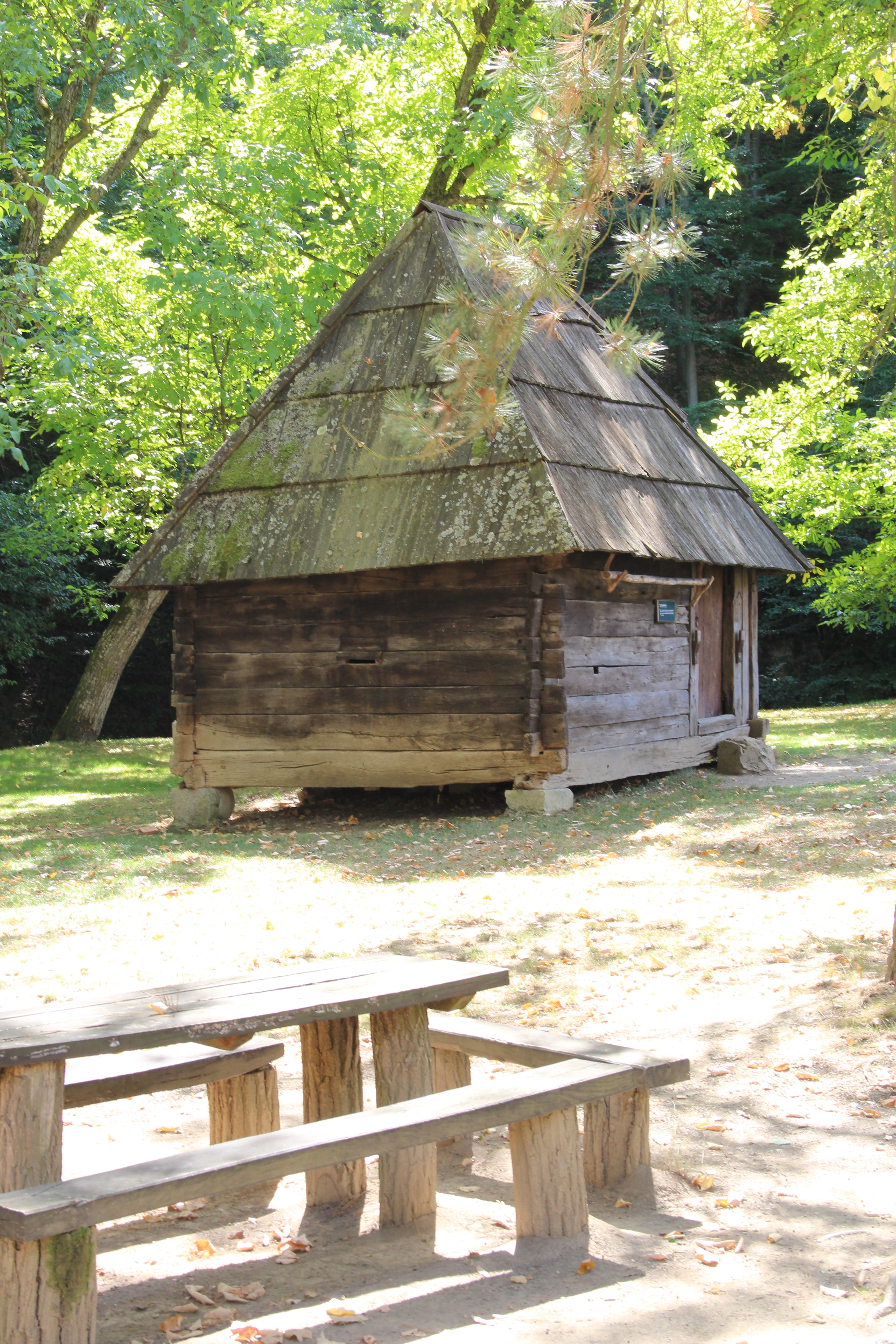
Brankovina - complexe culturel et historique
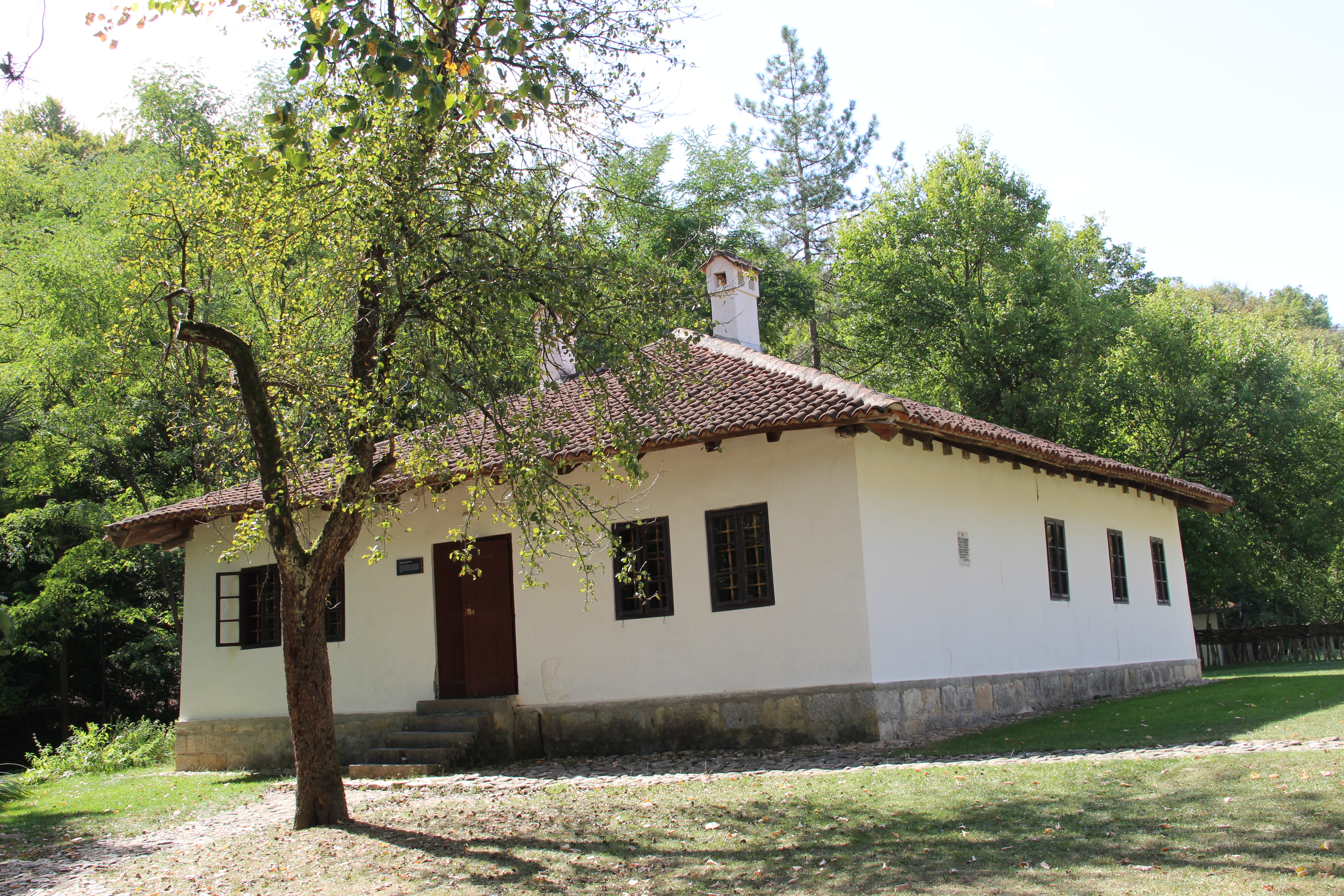
Brankovina - complexe culturel et historique
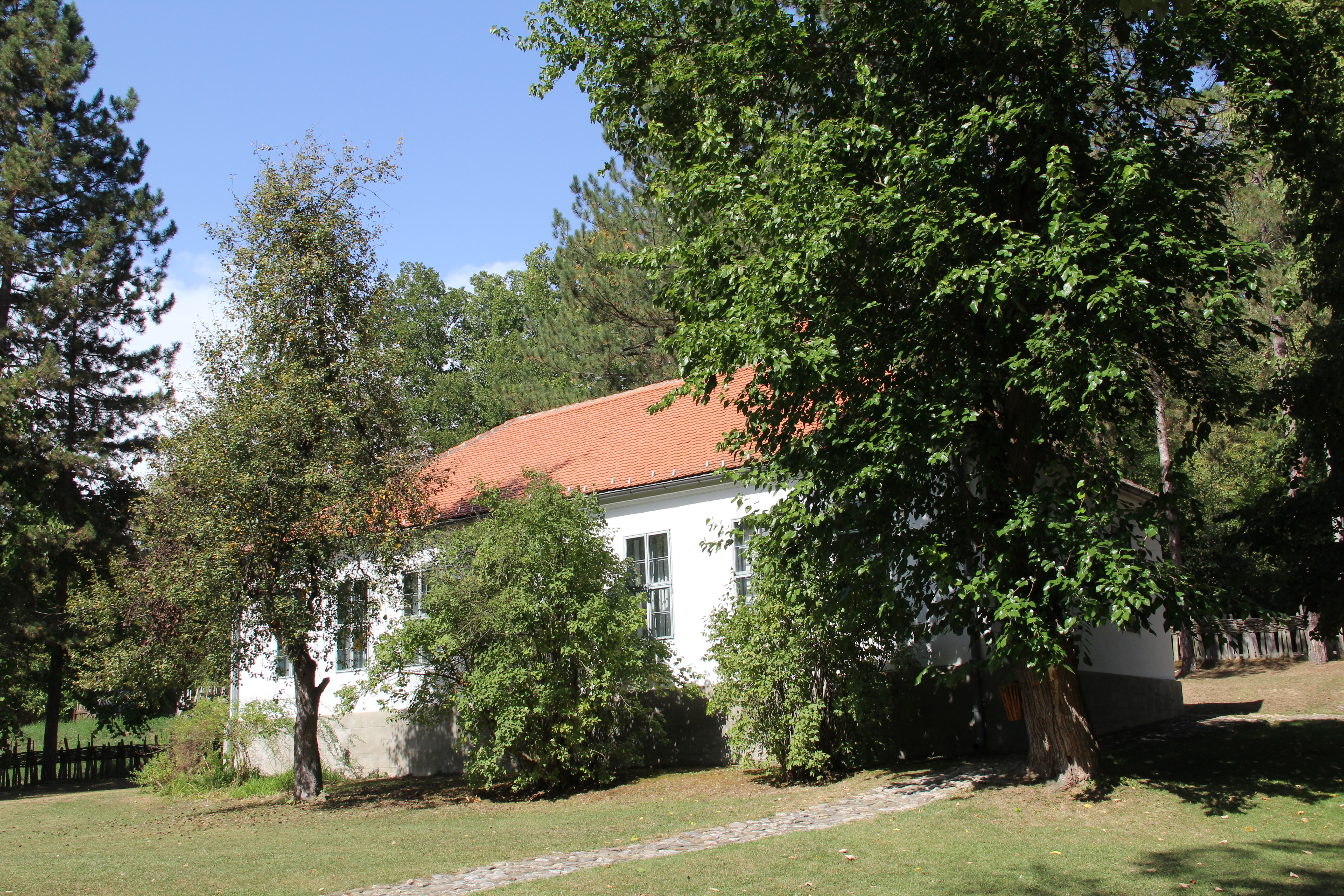
Brankovina - complexe culturel et historique
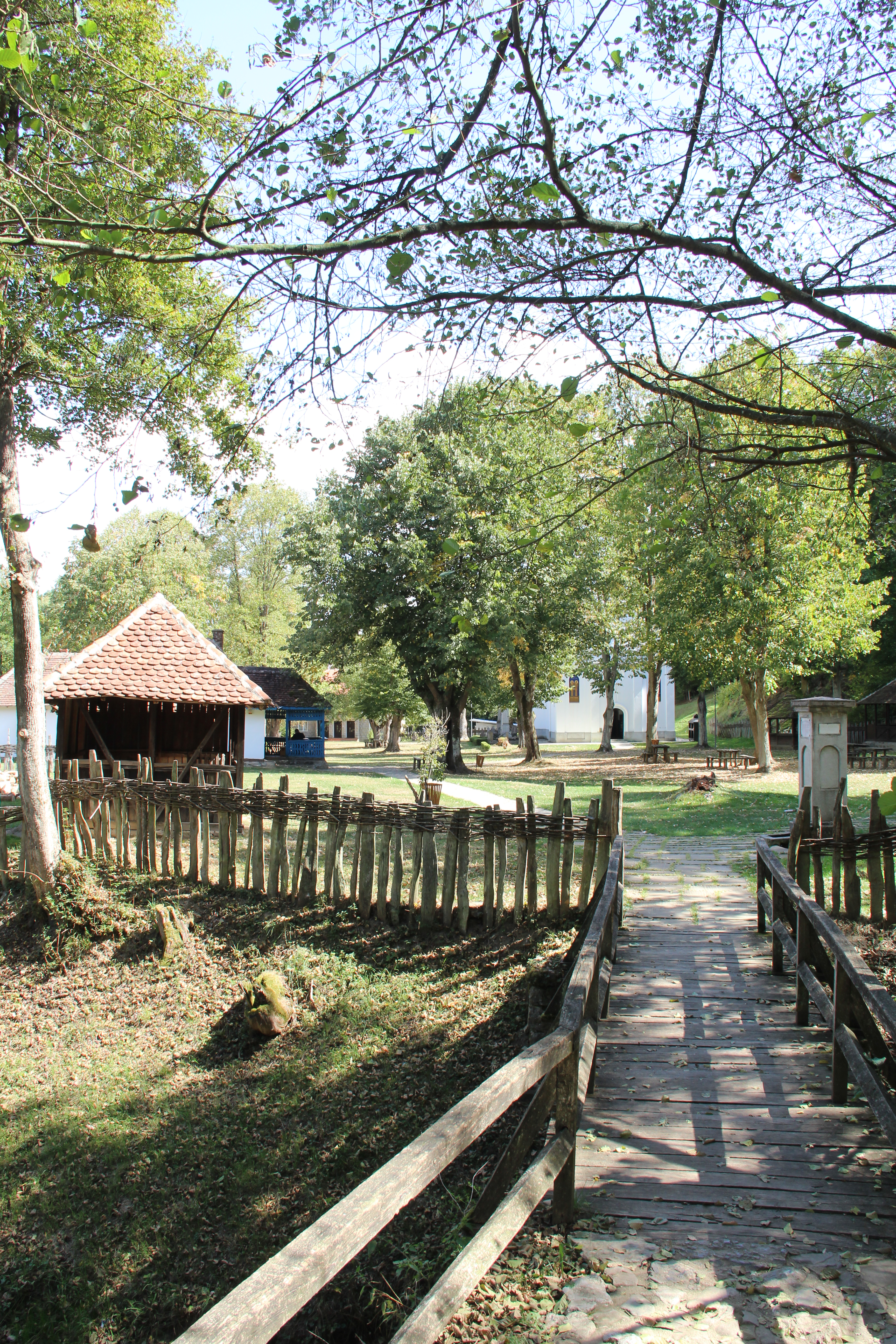
Brankovina - complexe culturel et historique
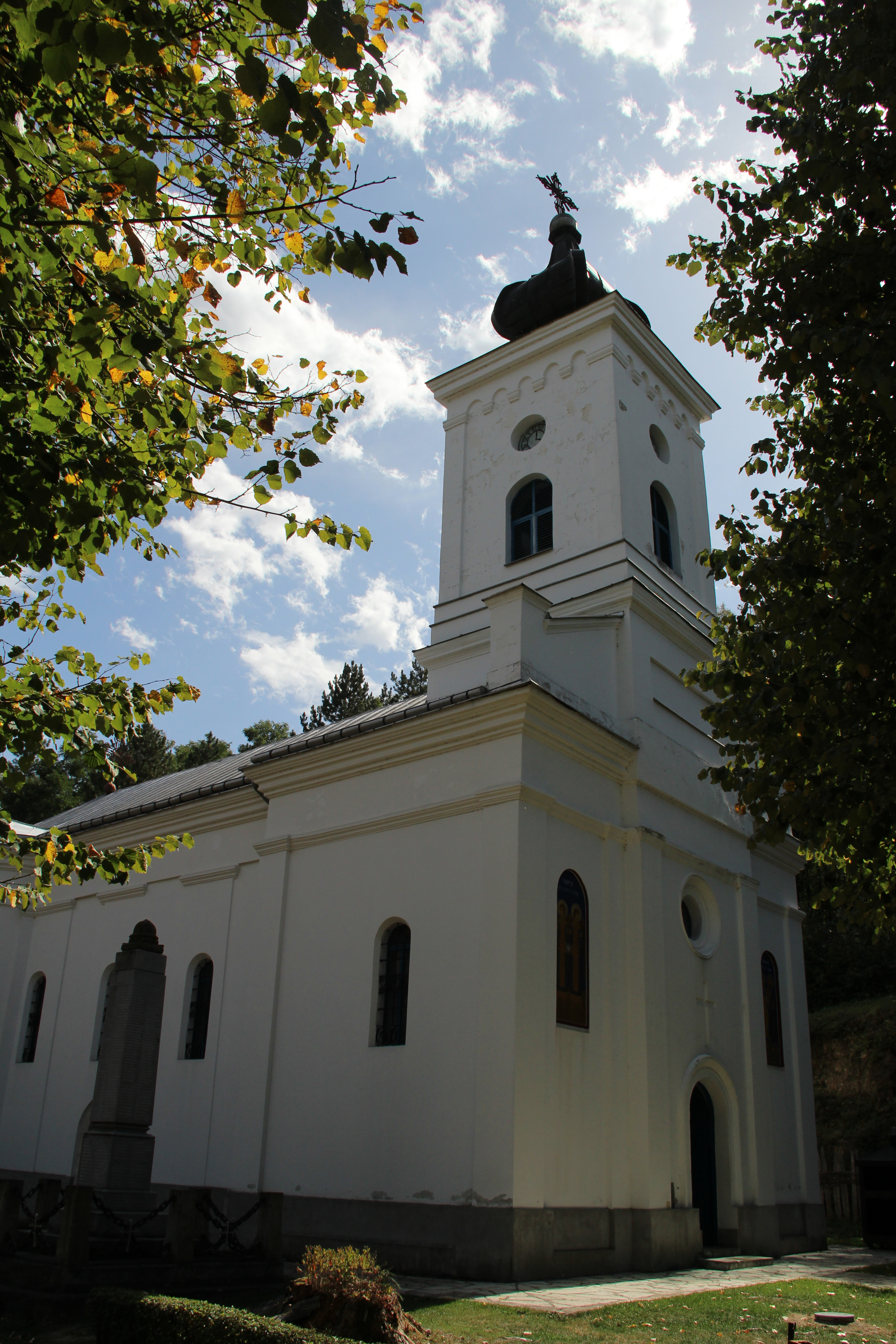
Brankovina - complexe culturel et historique
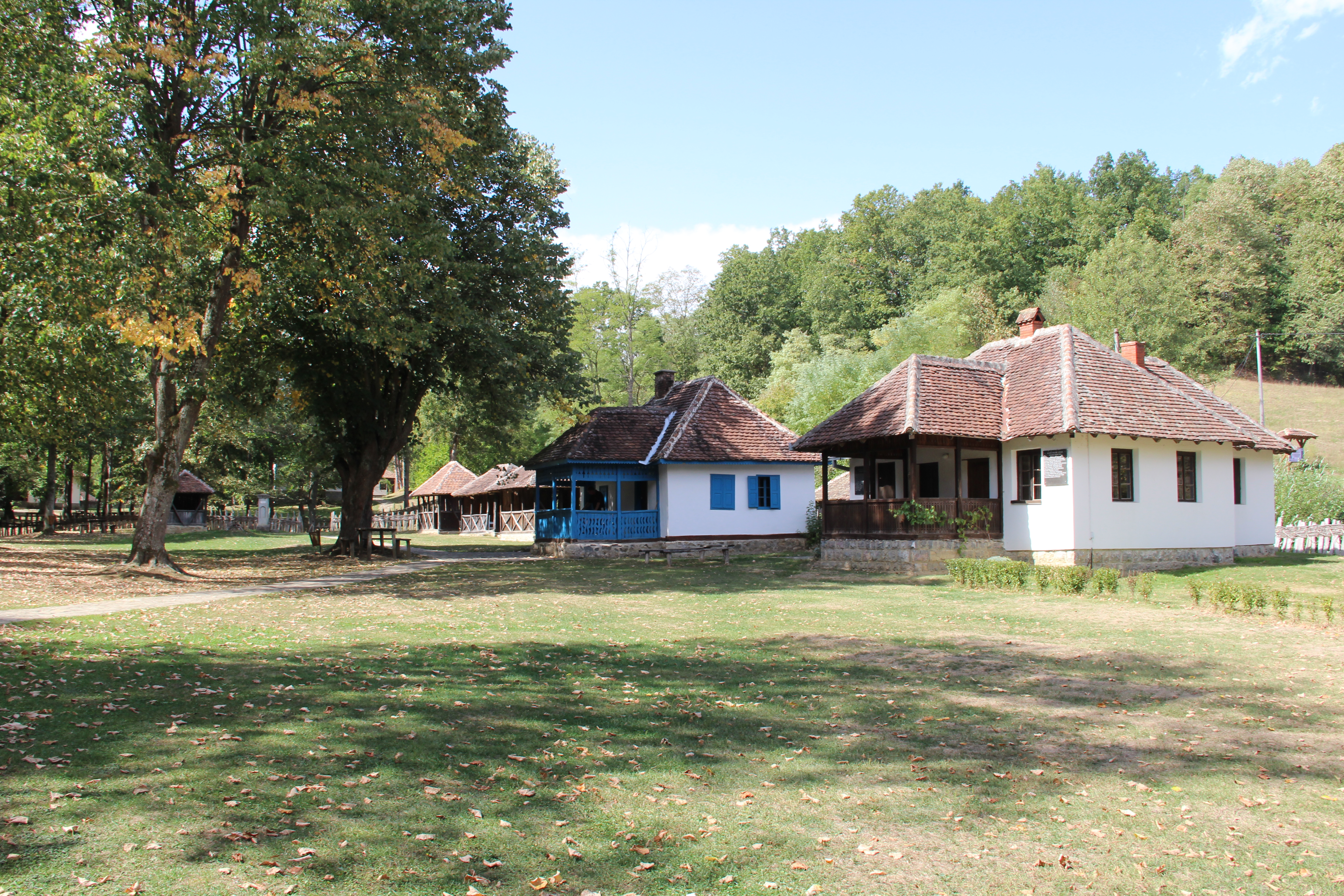
Brankovina - complexe culturel et historique
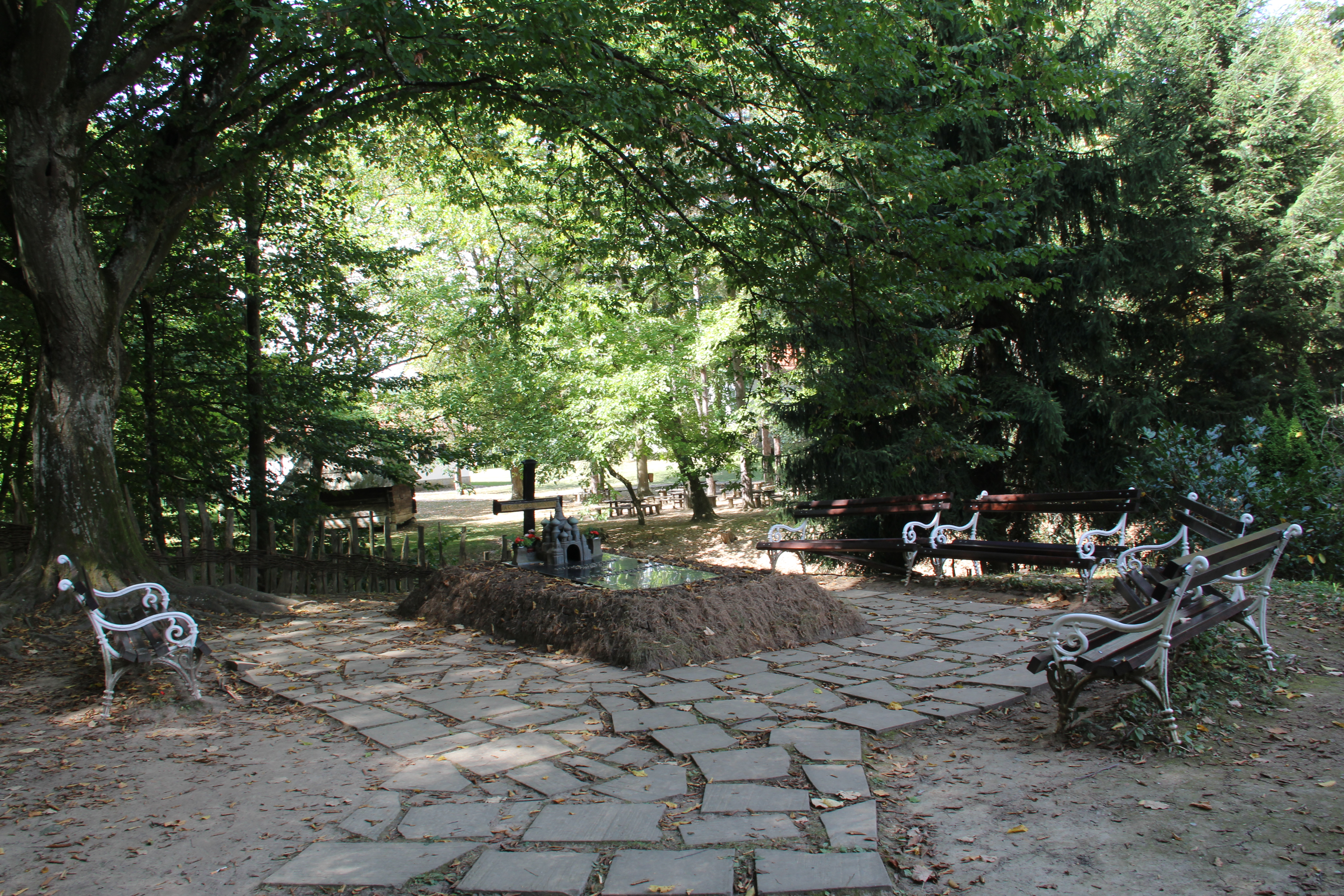
Brankovina - complexe culturel et historique
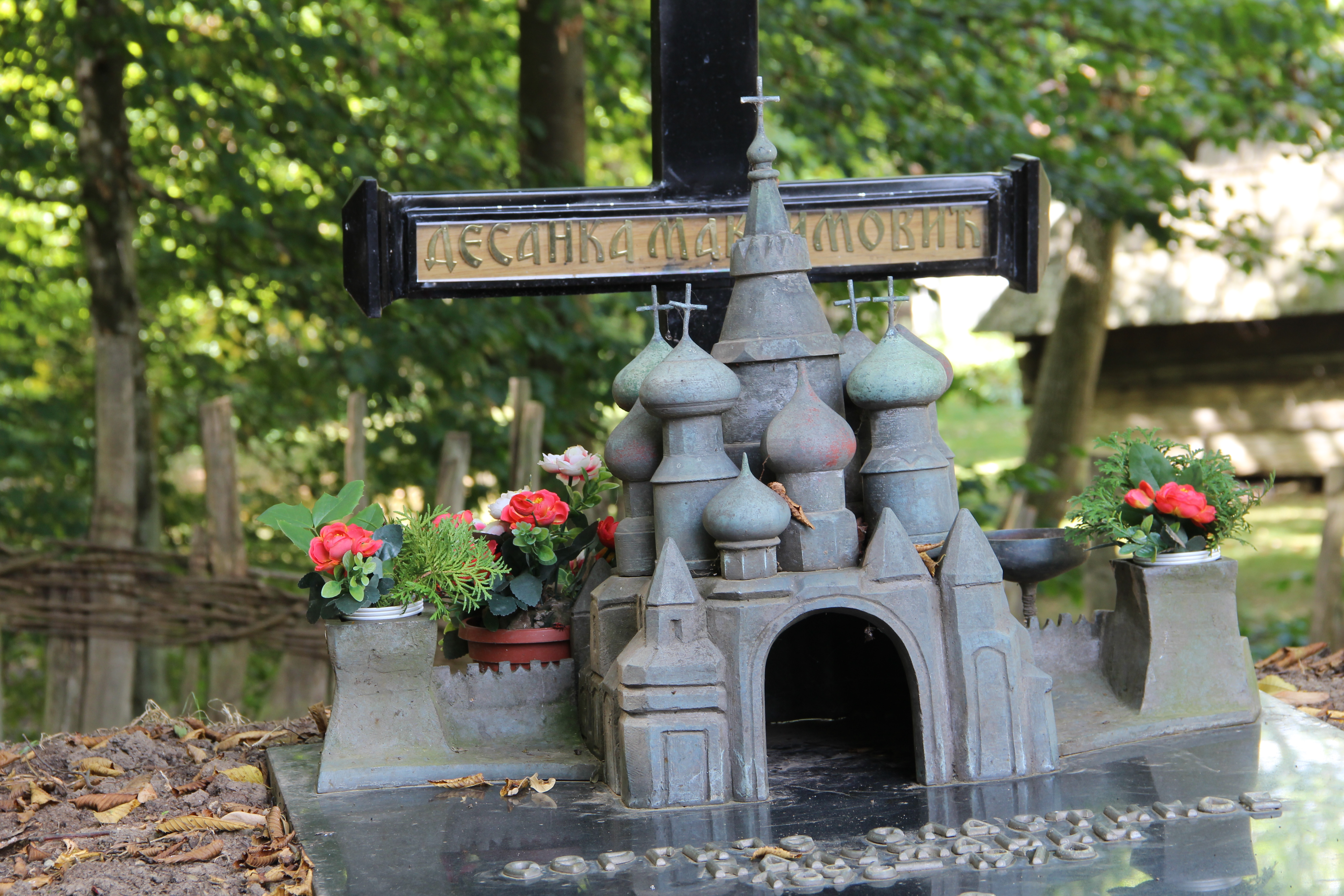
Brankovina - complexe culturel et historique
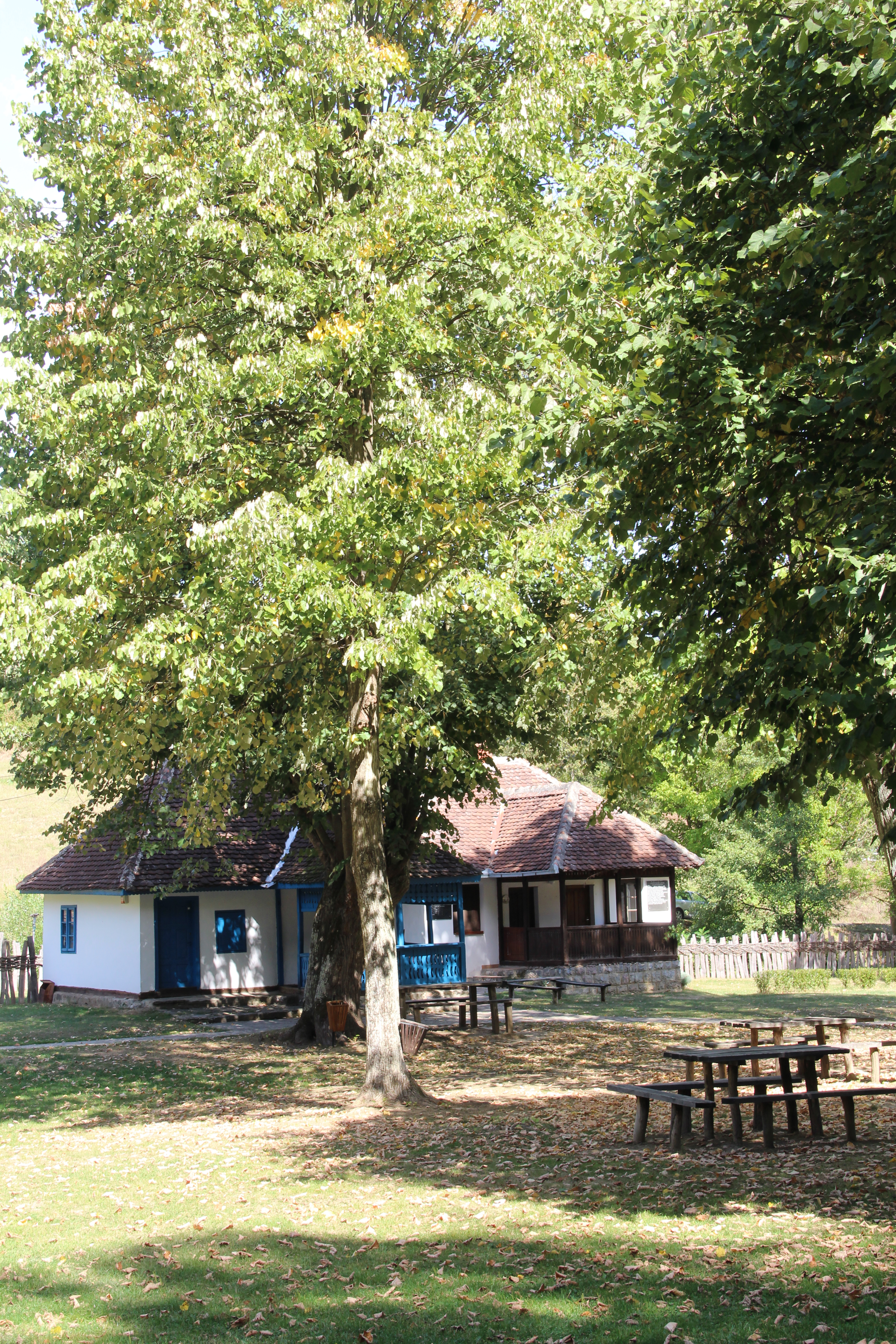
Brankovina - complexe culturel et historique

### Patrimoine
En 1979, l'ensemble du village de Brankovina a été inscrit sur la liste des sites mémoriels de grande importance de la république de Serbie.
À l'intérieur de cet ensemble, plusieurs lieux sont plus particulièrement protégés. L'église des Saints-Archanges a été construite en 1830, à la suite d'une donation du prêtre Mateja Nenadović ; elle abrite un trésor constitué d'objets liturgiques, de livres religieux et de documents historiques des XVIIIe et XIXe siècles. Le vajat de Ljuba Nenadović est une maison en bois construite avant 1826 ; elle a vu naître l'écrivain et homme politique Ljuba Nenadović, le fils de Mateja Nenadović. La vieille école (Stara škola) date de 1833.

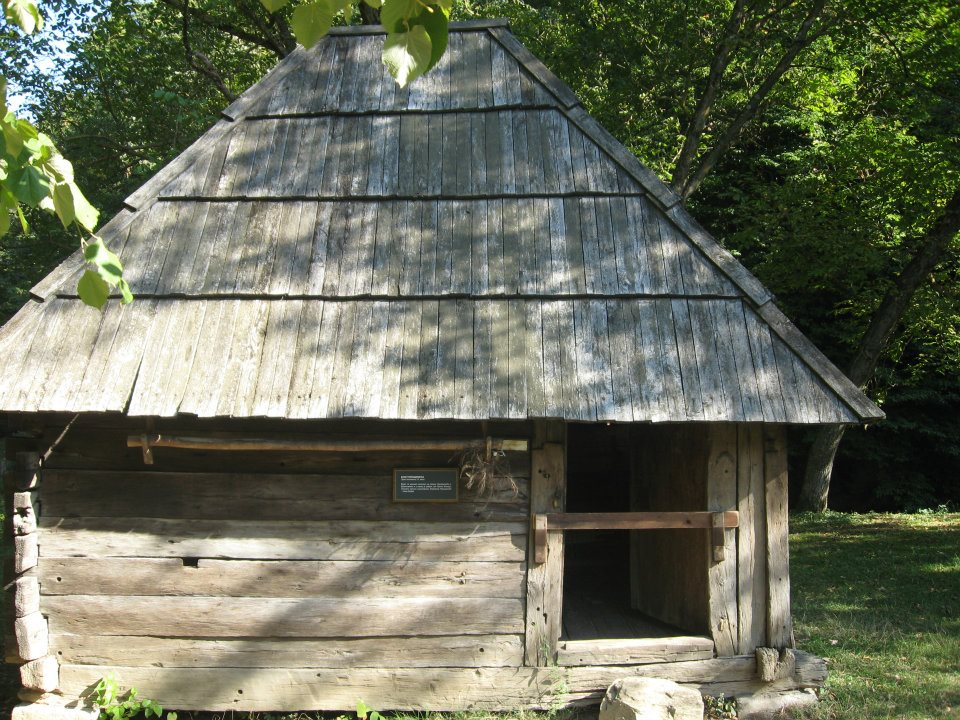
Le vajat de Ljuba Nenadović
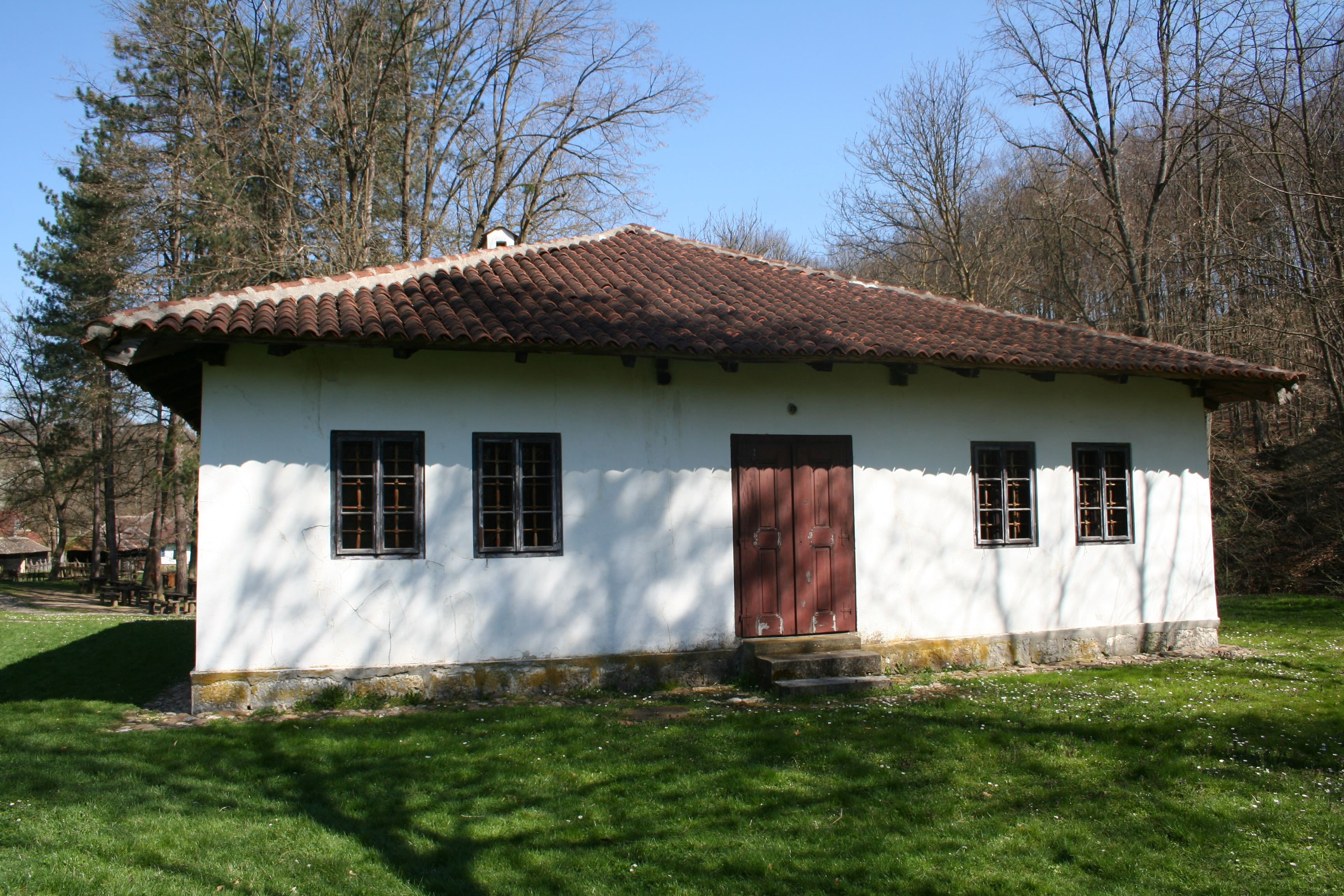
La vieille école

Près de l'église se trouve un ensemble de tombeaux du XIXe siècle parmi lesquels figurent ceux de nombreux membres de la famille Nenadović et d'autres familles éminentes de Brankovina. Dans le parc autour de l'église, on peut voir des sobrašice, de vieilles maisons en bois destinées à loger les familles lors des rassemblements religieux.

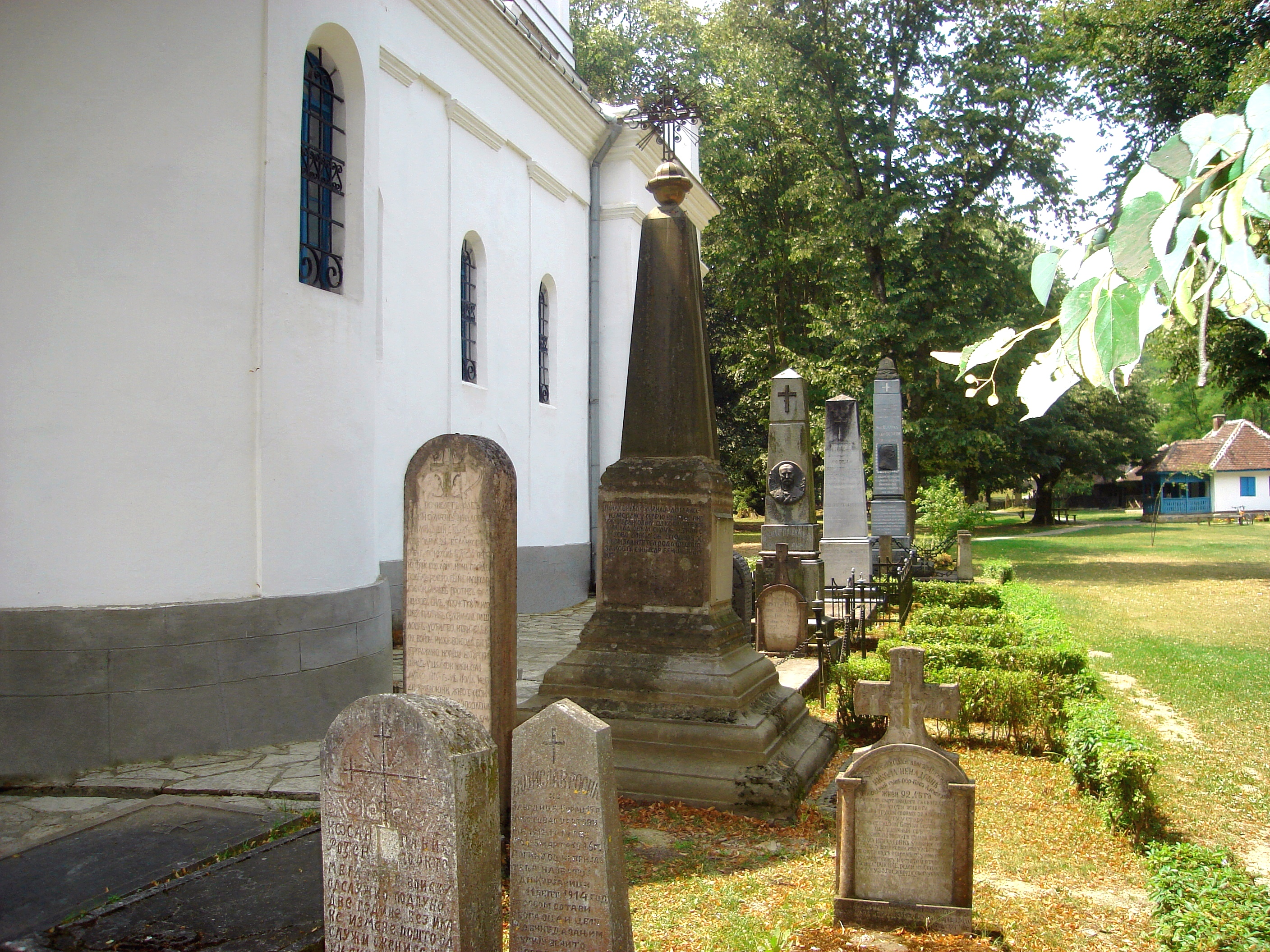
Tombes anciennes
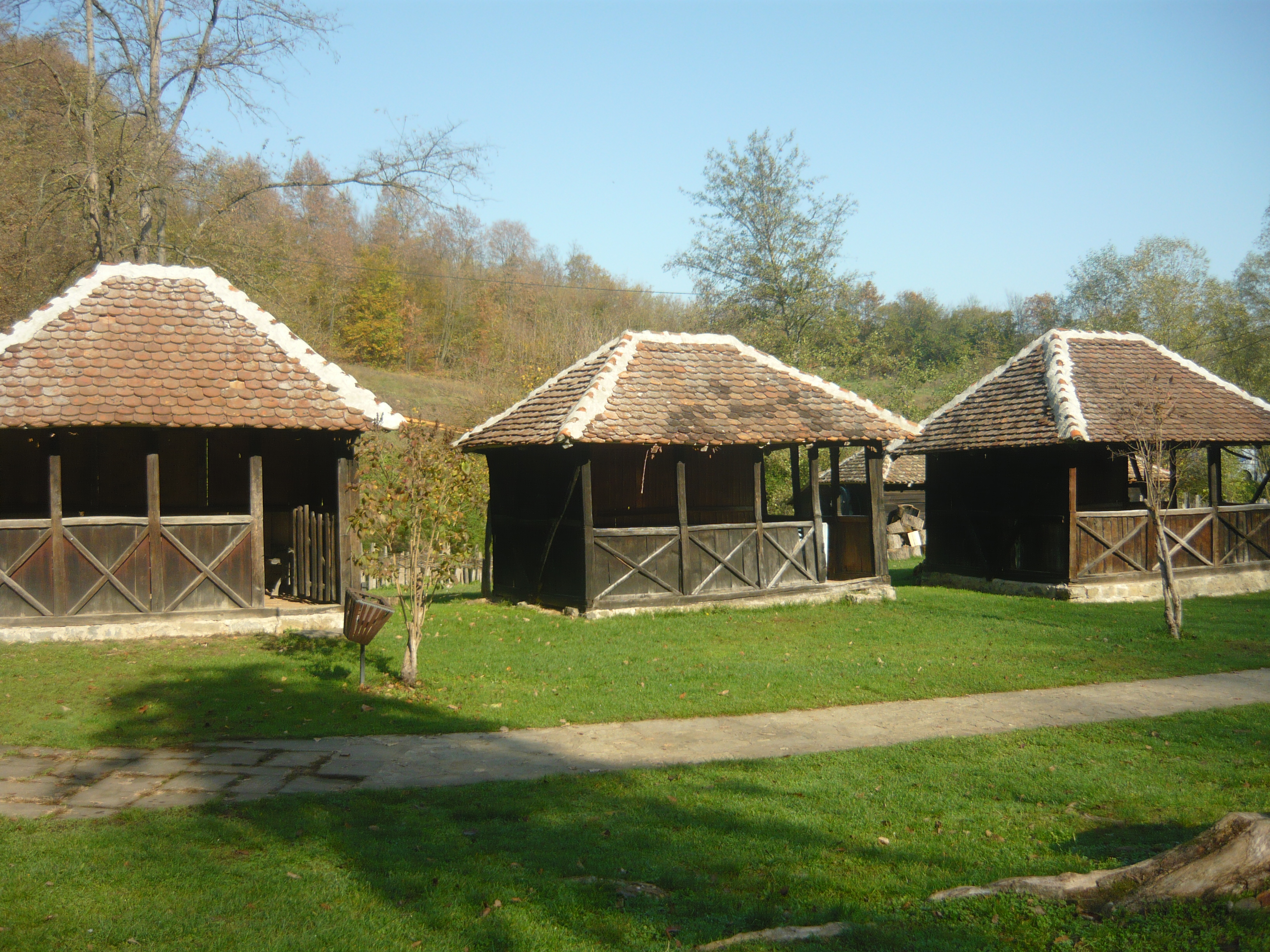
Sobrašice

## Démographie

### Évolution historique de la population
| 1948 | 1953 | 1961 | 1971 | 1981 | 1991 | 2002 | 2011 |
| ---- | ---- | ---- | ---- | ---- | ---- | ---- | ---- |
| 862  | 919  | 982  | 866  | 781  | 529  | 573  | 520  |

|  |

## Personnalités
Jakov Nenadović (1765-1836), qui participa au premier soulèvement serbe contre les Ottomans et qui fut ministre de l'Intérieur de la principauté de Serbie, est né et est mort à Brankovina. Ljubomir Nenadović (1826-1895), écrivain et homme politique, est lui aussi né dans le village. La poétesse Desanka Maksimović a passé son enfance à Brankovina. Un musée lui est consacré dans le village.